# Edward Murphy (político)
Edward Murphy, Jr. (15 de diciembre de 1836 - 3 de agosto de 1911) fue senador de Estados Unidos por Nueva York y alcalde de Troy, Nueva York.

## Infancia
Edward Murphy nació en Troy, Nueva York y estudió en las escuelas municipales. Más tarde se graduó en el St. John's College, Fordham en 1857.

## Carrera en el servicio público
Murphy fue concejal de 1864 a 1866. Más tarde fue alcalde de Troy desde 1875 hasta 1883. 
En las elecciones al senado de Estados Unidos de 1893, fue elegido senador en Nueva York por el Partido Demócrata y ejerció desde el 4 de marzo de 1896 al 4 de marzo de 1899. Sin embargo, perdió las elecciones al senado de 1899 frente al candidato republicano Chauncey M. Depew. A partir de entonces, Murphy fue Jefe del Comité de Relaciones con Canadá, en el 53.er Congreso.

## Últimos años
Reanudó sus antiguas actividades económicas como presidente de Troy Gas Co. y vicepresidente del Manufacturers' National Bank de Troy.
Su hija Julia se casó con Hugh J. Grant, un prominente político neoyorquino.

## Muerte
Murphy murió en Elberon, New Jersey el 3 de agosto de 1911, con 74 años and y fue enterrado en el St. Mary's Catholic Cemetery en Troy, Nueva York.
- Datos: Q945610
- Multimedia: Edward Murphy, Jr. / Q945610